# 浅野陽吉

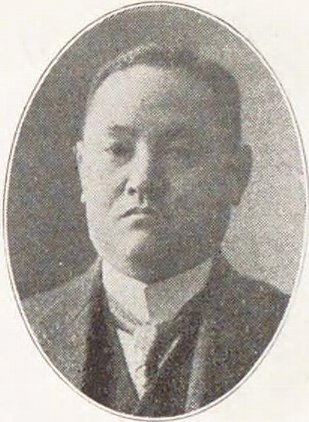
浅野陽吉

浅野 陽吉（あさの ようきち、1868年3月26日（慶応4年3月3日 ）- 1944年（昭和19年）2月12日）は、日本の教育者、実業家、政治家、郷土史研究家。衆議院議員、久留米商業学校長。号・是々。

## 経歴
筑後国三潴郡大隈村原古賀（福岡県久留米市原古賀町）で、浅野為三郎の長男として生まれる。福岡県立久留米中学校在学中に英語教師宮崎駿児の薫陶を受け、宮崎が退職して上京する際に中学を退学して同行した。1892年7月、東京高等商業学校を卒業。
『信濃日報』主筆、『九州日報』主筆を経て、福岡県嘉穂郡で幸袋工作所の設立に参画し、また、久留米で同志と久留米実業会を組織して、商工会議所の設立に尽力した。1899年11月、久留米市から強く要請され久留米商業学校校長に就任し、校風の刷新と、校勢の進展に尽力した。
1904年3月、第9回衆議院議員総選挙で久留米市選挙区から出馬して当選し、その後、第10回、第12回総選挙でも当選し、衆議院議員を通算三期務めた。この間、久留米電灯株式会社の設立、第18師団の誘致運動を行い、久留米市の発展に尽くした。また、大阪朝日新聞社に入社し発明家田中久重の記事を執筆して同人を広く世に知らせる契機を作り、1908年1月から『筑後新聞』を清水繁三と共同で経営した。
1917年4月、第13回総選挙で落選後、大阪で高平藤平と浪速火災保険株式会社を設立して取締役に就任したが、その後同社は解散した。
1927年、久留米に帰郷後は、郷土史研究に専念し、筑後郷土研究会を組織して機関誌『郷土研究筑後』を発刊したり、多くの著作を刊行した。

## 著作
- 『田中近江』浅野陽吉、1930年。
- 『躑躅考』浅野陽吉、1931年。
- 『筑後陶瓷考』浅野陽吉、1935年。
- 『十志士の面影 : 久留米藩文化事業史』筑後郷土研究会、1937年。
- 『梅野多喜蔵先生』筑後郷土研究会、1937年。
- 『林田正助翁の教訓』筑後郷土研究会、1938年。
- 『稲次因幡正誠伝 : 他一篇』筑後郷土研究会、1938年。
- 編『問註所家文書』浅野陽吉、1935年。